# ولسوالی خنج
خنج یکی از ولسوالیهای ولایت پنجشیر در شمال خاوری افغانستان است. بزرگترین ولسوالی در ولایت پنجشیر با بیش از ۱۱۰۰۰۰ نفر جمعیت است. تقریباً ۱۵۴ روستا دارد، از جمله روستای جنگل آب، روستای عمرض، روستای ماتا، روستای ایشکشو، روستای پاوات و پشغور. بسیاری از مردم این منطقه به عنوان کشاورز و معدن کار می کنند. از معدن‌های این ولسوالی زمرد سبز است. این ولسوالی از انحلال و تقسیم ولسوالی سابق حصه اول پنجشیر به وجود آمده است.